# علاء الدين القيسي
الشيخ علاء الدين القيسي قارئ القرآن العراقي والمجود بالمقامات العراقية ويعتبر أحد أعلام تلاوة القرآن على الطريقة البغدادية.

## ولادته ونشاته
ولد علاء الدين القيسي في بغداد عام 1359هـ/ 1940م، وقرا وحفظ القرآن في الكتاتيب، وتعلم أصول التلاوة والتجويد على يد مشايخ وقراء العراق.
ونشأ في أسرة بغدادية تنتمي إلى عشيرة القيسي ولقد قرأ القرآن في العديد من مساجد بغداد ومنها جامع الإمام الأعظم وجامع العسافي وكان له صوت شجي، وسجلت له عدة تسجيلات في تلفزيون العراق، وله تسجيلات منوعة على شبكة الانترنت بالقراءة العراقية.

ومازالت تلاواته المجودة بطريقة المقام العراقي تعرض في القنوات الفضائية المختلفة، ومنها قناة بغداد الفضائية، وكان عضوا في جمعية القراء والمجودين العراقيين.

## انتخابه
انتخب بالإجماع رئيساً للرابطة العالمية الإسلامية للقراء والمجودين، وقد تقدم بالمقترح كل من الشيخ الدكتور محمد علي عطفاي نائب رئيس الرابطة من المملكة المغربية والشيخ محمد كريدان مستشار الأمين العام للرابطة (من ليبيا)، وقد لقي المقترح موافقة بالأغلبية المطلقة من كل أعضاء الرابطة ممثلين عن دولهم، وممثلي الدول المشاركة في المسابقة المقامة في ماليزيا وذلك يوم 8 أغسطس/ آب 2009.

## وفاته
توفى في الأردن ليلة 10 صفر 1440هـ/ 19 تشرين الأول 2018.